# Сухорончек
Сухорончек (пол. Suchorączek) — село в Польщі, у гміні Венцборк Семполенського повіту Куявсько-Поморського воєводства.
Населення — 354 особи (2011).
У 1975-1998 роках село належало до Бидгощського воєводства.

## Демографія
Демографічна структура станом на 31 березня 2011 року:
|          | Загалом | Допрацездатний вік | Працездатний вік | Постпрацездатний вік |
| -------- | ------- | ------------------ | ---------------- | -------------------- |
| Чоловіки | 226     | 35                 | 166              | 25                   |
| Жінки    | 128     | 25                 | 75               | 28                   |
| Разом    | 354     | 60                 | 241              | 53                   |